# Gabriel Gerberon
Gabriel Gerberon, né le 12 août 1628 à Saint-Calais (Sarthe) et mort le 29 mars 1711 à l'abbaye de Saint-Denis était un moine bénédictin français qui adhéra au jansénisme.

## Biographie

### Un bénédictin janséniste

#### Un théologien hétérodoxe
À l'âge de vingt ans il prononça ses vœux dans l'ordre bénédictin à l'abbaye de Saint-Melaine, à Rennes, et par la suite enseigna la rhétorique et la philosophie dans plusieurs monastères. Comme il défendait, cependant, des opinions ouvertement jansénistes, ses supérieurs le relèguèrent dans la plus obscure des maisons de l'ordre, et finalement le gardèrent sous surveillance à l'abbaye de Saint-Germain-des-Prés à Paris. Il y écrivit une défense de la doctrine de la présence réelle contre les calvinistes, sous la forme d'une apologie de Rupert, abbé de Deutz (Apologia pro Ruperto abbate Tuitensi, Paris, 1669).

#### Séjour à l'abbaye de Corbie
Pour l'éloigner des élites parisiennes, le supérieur général de la congrégation de Saint-Maur, l'envoya à l'abbaye de Corbie, en 1675. En 1676, il publia à Bruxelles, sous le nom de Sieur Flore de Sainte-Foi son Miroir de la piété chrétienne, dont une édition augmentée parut à Liège l'année suivante. Le livre fut condamné par certains archevêques et théologiens comme reprenant les cinq propositions condamnées de Jansénius, et Gerberon le défendit sous le nom de l'abbé Valentin dans Le Miroir sans tache (Paris, 1680).

### L'exil
Il avait à ce moment-là suscité contre lui toute la fureur des Jésuites, et à leur instigation un prévôt royal fut envoyé à Corbie pour l'arrêter. Il n'eut que le temps de s'enfuir, et se réfugia aux Pays-Bas, où il vécut dans différentes villes. Il fut invité par le clergé janséniste en Hollande, où il écrivit un autre ouvrage de controverse contre les protestants : Défense de l'Église Romaine contre la calomnie des protestants (Cologne, 1688-1691). L'impression fut très désagréable dans le clergé réformé, et ne se sentant plus en sécurité, il retourna à Bruxelles. En 1700, il publia son histoire du jansénisme (Histoire générale du Jansénisme), considérée comme un ouvrage assez aride, mais qui est cependant celui pour lequel on se souvient le plus de lui. Il adhérait fermement à la doctrine augustinienne de la Prédestination.

### L'arrestation et la rétractation
Le 30 mai 1703, il fut arrêté à Bruxelles à l'initiative de l'archevêque de Malines, et on lui ordonna de souscrire à la condamnation des cinq propositions de Jansénius. Sur son refus, il fut remis à ses supérieurs et emprisonné dans la citadelle d'Amiens puis à Vincennes. Tous les moyens de pression furent employés pour le forcer à se soumettre, et enfin, brisé dans sa santé comme dans son esprit, il consentit à signer une formule que le cardinal de Noailles considéra comme une rétractation. Il fut alors libéré en 1710. Le premier usage qu'il fit  de sa liberté fut d'écrire un ouvrage (que toutefois ses amis l'empêchèrent prudemment de faire éditer), Le vain triomphe du cardinal de Noailles, qui contenait un virtuel rejet de sa rétractation forcée.

## Publications
Gerberon fut l'un des écrivains les plus prolifiques de la Congrégation de Saint-Maur. René Prosper Tassin lui attribue cent onze ouvrages, mais beaucoup ne sont pas de lui. Des soixante et une œuvres que lui attribue de Lama, les principales sont : 
- Apologia pro Ruperto Abbate Tuitiensi (1669), dans lequel il prouve contre Salmasius et d'autres protestants que l'abbé Rupert de Deutz avait conservé la doctrine catholique de la présence réelle
- Histoire générale du Jansénisme (Amsterdam, 1700), 3 vol.
- Acta Marii Mercatoris (1673)
- Histoire de la robe sans couture de N. S. Jésus-Christ, qui est révérée dans l'église des Bénédictins d'Argenteuil (Paris, 1676)
- Le Miroir de la Piété chrétienne (Bruxelles, 1676). Son principal ouvrage janséniste.
- Jugement de la comédie, du bal, et de la danse. Par un professeur en théologie, Paris, 1688.

Il a également édité les œuvres de saint Anselme : S. Anselmi opera omnia, necnon Eadmeri monachi Cantuar. Historia Novorum et alia opuscula (Paris, 1675)

## Sources
- (en) Cet article est partiellement ou en totalité issu de l’article de Wikipédia en anglais intitulé « Gabriel Gerberon » (voir la liste des auteurs).